# 그레이엄 산 국제 천문대
그레이엄 산 국제 천문대(영어: Mount Graham International Observatory, MGIO)는 애리조나 대학의 천문 분과의 연구를 수행하는 스튜어드 천문대의 부속 천문대이며, 애리조나주의 그레이엄 산 부근의 피날레노 산맥에 위치한다. 여러 나라의 과학자들이 이 천문대를 이용하고 있다.
천문대는 1989년에 세워지기 시작하였다. 현재는 3개 과학 기관을 위한 시설을 운영중이다. 바티칸 고급 기술 망원경과 하인리히 헤르츠 서브밀리미터 망원경은 1993년부터 운용되었다. 세계에서 가장 크고 강력한 부류의 망원경인 대구경 쌍안경은 2009년 이후로 운용이 계획되어 있다.
동부 애리조나 대학(Eastern Arizona College's Discovery Park Campus)에서 일반인의 관람을 담당하는데, 4월 중순 ~ 11월 중순에 허락이 가능하다.